# Potaienni
Potaienni - Потаенный (rus) - és un khútor del krai de Krasnodar, a Rússia. Es troba al nord de la vora dreta del riu Kuban, a 32 km al nord-est d'Ust-Labinsk i a 90 km al nord-est de Krasnodar, la capital.
Pertany al municipi de Làdojskaia.